# Mkalama (Distrikt)
Mkalama ist ein Distrikt der Region Singida im zentralen Teil von Tansania. Das Verwaltungszentrum ist Nduguti. Der Distrikt grenzt im Norden an die Regionen Simiyu und Arusha, im Osten an die Region Manyara, im Südosten an den Distrikt Singida, im Süden an den Distrikt Ikungi und im Westen an den Distrikt Iramba.  

## Geographie
Mkalama hat eine Fläche von 3366 Quadratkilometer und 255.514 Einwohner (Volkszählung 2022). Das Land liegt in einer Höhe zwischen 1000 und 1500 Meter über dem Meer. Die meisten Flüsse sind temporär, der größte Fluss ist der Sibiti an der Nordgrenze. Er ist der Abfluss des Kitangirisees und mündet in den Eyasisee. Das Klima in Mkalama ist ein lokales Steppenklima, BSh nach der effektiven Klimaklassifikation. Die Niederschläge von 500 bis 850 Millimeter im Jahr fallen großteils von Mitte November bis Mitte Mai. Von Juni bis Oktober regnet es kaum. Die Tagesdurchschnittstemperatur variiert von 15 Grad Celsius im Juli bis 30 Grad im Oktober.

## Geschichte
Der Distrikt entstand im Jahr 2012 durch die Teilung des Distriktes Iramba.

## Verwaltungsgliederung
Mkalama besteht aus drei Divisionen und aus insgesamt 17 Gemeinden (Wards):

### Divisionen
| Division   | Einwohner 2012 | Haushalts-Größe |
| ---------- | -------------- | --------------- |
| Kinyangiri | 54.143         | 5,1             |
| Nduguti    | 75.718         | 5,3             |
| Kirumi     | 58.872         | 5,9             |

### Bezirke
- Gumanga
- Ibaga
- Iguguno
- Kikhonda
- Ilunda
- Kinampundu
- Kinyangiri
- Matongo
- Miganga
- Mpambala
- Msingi
- Mwanga
- Mwangeza
- Nduguti
- Nkalakala
- Nkinto
- Tumuli

| Die größten ethnischen Gruppen im Distrikt sind die Nyiramba, Nyisanzu, Nyaturu, Sukuma, Barbaigs und die Hadza. Die Einwohnerzahl nahm von 253.933 bei der Volkszählung 2002 auf 188.733 im Jahr 2012 ab. In diesem Jahr sprachen fast zwei Drittel der Über-Fünfjährigen Swahili, sechs Prozent Englisch und Swahili, dreißig Prozent waren Analphabeten. Bei der Volkszählung 2022 lebten 255.514 Menschen in 48.503 Wohnungen. | Die zur Anzeige dieser Grafik verwendete Erweiterung wurde dauerhaft deaktiviert. Wir arbeiten aktuell daran, diese und weitere betroffene Grafiken auf ein neues Format umzustellen. (Mehr dazu) |

- Bildung: Im Jahr 2013 besuchten 38.000 Schüler 81 Grundschulen, davon war eine Schule privat geführt. Von den 21 weiterführenden Schulen waren 20 öffentlich.[8]
- Gesundheit: Für die medizinische Versorgung der Bevölkerung gibt es ein Krankenhaus, vier Gesundheitszentren und 28 Apotheken (Stand 2020).[9]
- Wasser: Etwa vierzig Prozent der Haushalte bekommen sauberes Wasser im Umkreis von 400 Metern. Etwas mehr als ein Fünftel haben eine Entfernung von mehr als einem Kilometer zum Wasser.[10]

| - Landwirtschaft: Mehr als neunzig Prozent der 32.000 Haushalte leben von der Landwirtschaft. Mais, Hirse, Sorghum, Reis, Bohnen, Maniok und Süßkartoffeln werden für den Eigenbedarf angebaut, Sonnenblumen, Baumwolle und Zwiebeln werden verkauft. Fast drei Viertel der Haushalte besitzen Nutztiere, vor allem werden Rinder, Geflügel und Ziegen gehalten (Stand 2012). - Forstwirtschaft: Im Süden des Distriktes wird auch Forstwirtschaft betrieben. - Bergbau: Seit 2010 wird bei Ibaga Kupfer abgebaut. - Straßen: Es gibt keine asphaltierten Straßen im Distrikt, die rund 400 Kilometer Straße sind nur zur Hälfte das ganze Jahr befahrbar (Stand 2020). | Die zur Anzeige dieser Grafik verwendete Erweiterung wurde dauerhaft deaktiviert. Wir arbeiten aktuell daran, diese und weitere betroffene Grafiken auf ein neues Format umzustellen. (Mehr dazu) |

## Politik
In Mkalama wird alle fünf Jahre ein Distriktrat (District council) gewählt. Der Rat besteht aus 14 gewählten Mitgliedern, vier Frauen auf Sondersitzen für Frauen und einem Repräsentanten, der den Distrikt im Nationalparlament vertritt.